# Euphoric Defilement
Euphoric Defilement ist eine US-amerikanische Brutal-Death-Metal-Band aus Los Angeles, die im Jahr 2009 gegründet wurde. Bisher spielte die Band zusammen mit Gruppen wie Cattle Decapitation, Asesino, Septycal Gorge, Cerebral Bore, Disgorge und Malignancy.

## Geschichte
Die Band wurde im Jahr 2009 vom Gitarristen Juan Hernandez gegründet. Kurze Zeit später stießen der Sänger Andrew Villarreal, der Schlagzeuger Gabriel Lopez, der Gitarrist Juan Hernandez und der Bassist Tom Myers hinzu und vervollständigten die Besetzung. Es folgten die ersten Konzerte in und um Los Angeles, sowie ein erstes Demo mit drei Liedern im April 2011. Daraufhin wurde Unique Leader Records auf die Band aufmerksam und nahm diese am 6. Mai 2012 unter Vertrag. Hierüber erschien im Februar 2013 das Debütalbum Ascending to the Worms. Danach kam Juan Hernandez als weiterer Gitarrist zur Band.

## Stil
Die Band gibt auf dem Profil bei Unique Leader Records Disgorge, Condemned und Devourment als Einflüsse an. Auf Facebook sind weitere Bands wie Deeds of Flesh, Severed Savior, Decrepit Birth, Dying Fetus, Behemoth, Suffocation und Morbid Angel als Einflüsse vermerkt. Laut Alexander Eitner von metalnews.de spiele die Band auf Ascending to the Worms klassischen Brutal Death Metal, wobei die Growls extrem tief, vergleichbar mit denen von Disgorge, seien. Dadurch erinnere die Band an ebendiese und klinge zudem noch ähnlich wie Severed Savior, Gorgasm und die Label-Kollegen Inherit Disease. Das Spiel der Gitarren sei schnell und die Lieder seien gut strukturiert.

## Diskografie
- 2011: Promo 2011 (Demo, Eigenveröffentlichung)
- 2013: Ascending to the Worms (Album, Unique Leader Records)